# 团结大道
团结大道，中国安徽省合肥市肥东县的一条南北干道，北起自魏武路正接 227省道，南终于龙泉路正接长江东路。沿路有民族乡赵坊小学、肥东圣泉中学民族乡校区、肥东县新庄小学、肥东县第三人民医院、肥东县妇幼保健院、东城公园、肥东县店埠客运站、肥东东城医院等。